# Halictus haasi
Halictus haasi är en biart som beskrevs av Joseph Vachal 1903. Halictus haasi ingår i släktet bandbin, och familjen vägbin. Inga underarter finns listade i Catalogue of Life.